# Fokker A.I

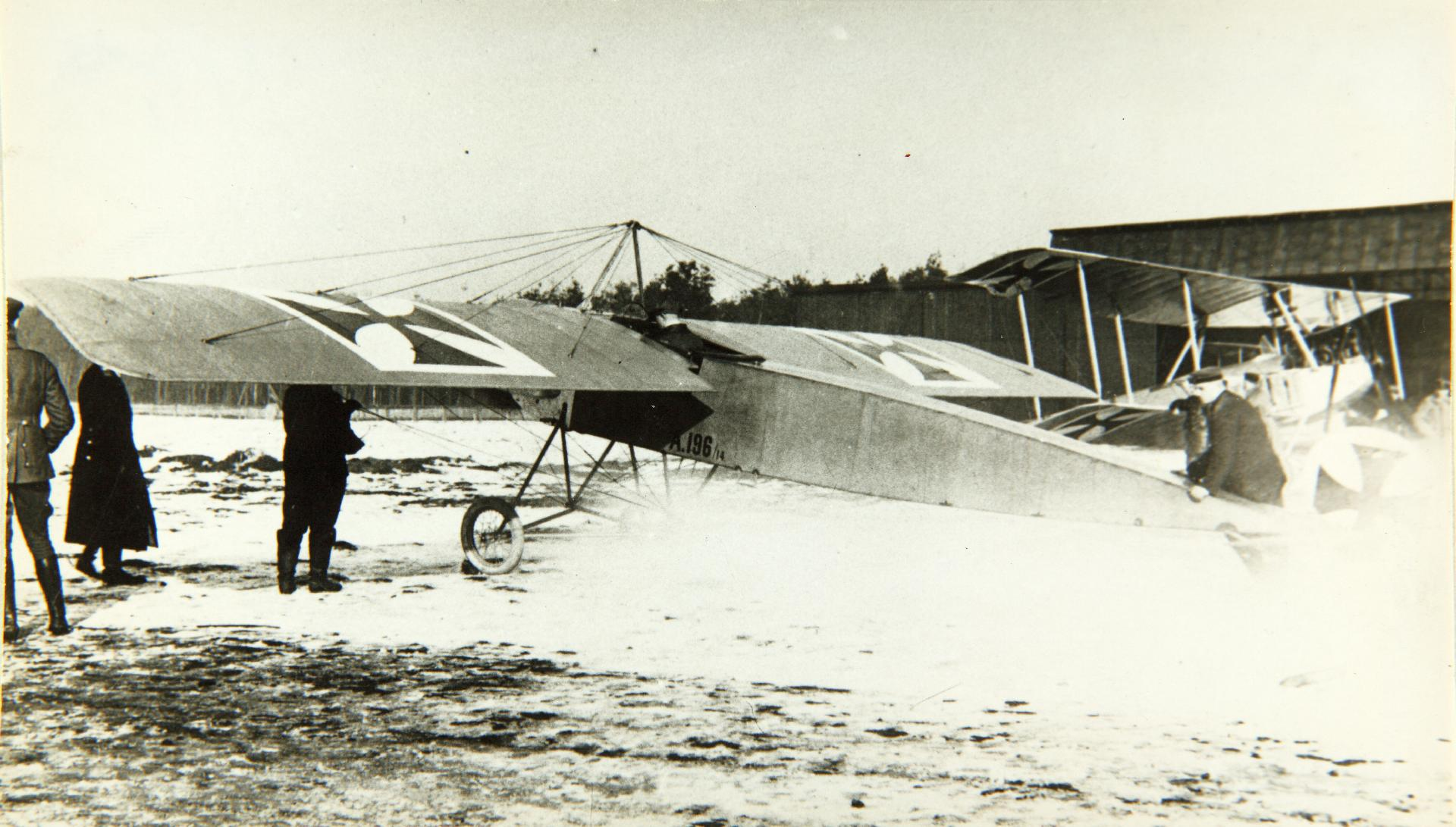
Fokker A.I (1915)

De Fokker A.I (projectnaam M.8) was een Duits tweezitter verkenningsvliegtuig gebouwd door vliegtuigbouwer Fokker aan de vooravond van de Eerste Wereldoorlog. De eerste vlucht van deze militaire eendekker was begin 1915.
Het ontwerp van de Fokker A.I schoudervleugel eendekker was afgeleid van de Franse Morane-Saulnier H. De vleugels waren met spandraden bevestigd aan de romp. Het toestel werd voortgestuwd door een Oberursel rotatiemotor van 80 pk.
De A.I is ook in licentie gebouwd door Halberstädter Flugzeugwerke. De A.I werd aangekocht door de Duitse luchtmacht en er zijn door Fokker en Halberstadt ongeveer 63 exemplaren geproduceerd.

## Specificaties
- Type: Fokker A.I
- Voorloper: Fokker M.5
- Varianten: Fokker A.II en A.III
- Fabriek: Fokker
- Rol: Verkenningsvliegtuig
- Bemanning: 2
- Lengte: 7,54 m
- Spanwijdte: 12,12 m
- Hoogte: 2,75 m
- Vleugeloppervlak: 16 m²
- Motor: 1 × Oberursel U.0 zevencilinder rotatiemotor, 80 pk
- Propeller: tweebladig
- Aantal gebouwd: 63
- Eerste vlucht: begin 1915

Prestaties
- Maximumsnelheid: 135 km/u
- Vliegbereik: 400 km
- Plafond: 3000 m